# 볼리체
볼리체(Boliche)는 햄을 넣은 쇠고기 아이 라운드 로스트로 구성된 쿠바 요리의 냄비 로스트 요리이다. 속을 채운 로스트는 올리브유에 갈색으로 굽고, 양파와 함께 물에 고기가 부드러워질 때까지 끓인 후 4등분한 감자를 추가한다. 추가 재료로는 피망과 고수, 오레가노, 월계수 잎 등 다양한 향신료가 들어갈 수 있으며, 소금과 후추도 들어간다. 조리 과정에서 햄과 쇠고기의 맛이 서로 섞이며, 햄은 쇠고기 내부에 양념을 입히는 역할을 할 수 있다.
볼리체는 보통 흰 쌀밥, 검은콩, 튀긴 단 플랜틴과 함께 제공된다. 쇠고기 안심과 같은 다른 부위의 쇠고기도 이 요리를 준비하는 데 사용될 수 있다.

## 같이 보기
- 소시지 요리 목록
- 소를 넣은 음식 목록

## 내용주
1. ↑  "쿠바인들이 가장 좋아하는 저녁 식사 메뉴인 볼리체는 햄으로 속을 채운 쇠고기 로스트로, 양파, 피망, 감자, 향신료를 겹겹이 쌓아 만든다."[5]